# Ei-ichi Negishi
Ei-ichi Negishi (根岸 英一,Negishi Eiichi; Hsinking, 14 juli 1935 – Indianapolis, 6 juni 2021) was een Japanse chemicus die het grootste gedeelte van zijn loopbaan heeft doorgebracht aan de Purdue-universiteit in de Verenigde Staten. Hij was het bekendst door zijn ontdekking van de Negishi-koppeling. Negishi ontving in 2010 de Nobelprijs voor Scheikunde samen met Richard F. Heck en Akira Suzuki. "voor door palladium gekatalyseerde gekoppelde reacties in de organische synthese".

## Levensloop
Negishi werd in 1935 in Hsinking (het huidige Changchun), de hoofdstad van de door de Japanners gestichte vazalstaat Mantsjoekwo (Mantsjoerije) geboren. In 1958 behaalde hij zijn diploma aan de Universiteit van Tokio en liep stage bij het bedrijf Teijin. Vervolgens vertrok hij naar de Verenigde Staten om te studeren. In 1963 behaalde hij een doctoraat aan de Universiteit van Pennsylvania bij professor Allan R. Day. In 1966 accepteerde hij een postdoc-positie aan de Purdue-universiteit. In 1968 werd hij door de Purdue-universiteit benoemd als hoofddocent. Hij werkte er samen met de Nobelprijswinnaar Herbert C. Brown. In 1972 werd hij hoofddocent aan de Universiteit van Syracuse. In 1979 werd hij door Syracuse benoemd als professor. Dat jaar keerde hij terug naar Purdue-universiteit.
In 2000 werd hem de "Sir Edward Frankland Prize Lectureship" toegekend door de Royal Society of Chemistry.

## Werk
Onafhankelijk van Suzuki deed Nigishi onderzoek naar het verbeteren van palladium gekatalyseerde koppelingsreactie, welke nu de standaard methode is om complexe koolstof gebaseerde moleculen te maken. Normaal gaan koolstofatomen in chemische reacties moeizaam nieuwe verbindingen aan omdat koolstof van zichzelf relatief stabiel is en niet gemakkelijk met elkaar reageert of er ontstaan veel ongewenste bijproducten.
Verder werkend op de palladiumkatalysatoren van Heck onderzocht Negishi de wijze waarop organometallische derivaten (aluminium, magnesium, zink en zirkonium) gekoppeld zijn in chemische reacties. In 1977 beschreef hij de naar hem vernoemde Negishi-koppeling, een koppelingsreactie die een organisch zinkcomplex gebruikt voor het maken van de palladiumkatalysator. Praktische toepassingen ervan zijn onder andere de ontwikkeling van geneesmiddelen en bij de fabricage van LED-schermen die in televisies en computerschermen worden gebruikt.
1901: Van 't Hoff ·
1902: E. Fischer ·
1903: Arrhenius ·
1904: Ramsay ·
1905: Baeyer ·
1906: Moissan ·
1907: Buchner ·
1908: Rutherford ·
1909: Ostwald ·
1910: Wallach ·
1911: Curie ·
1912: Grignard, Sabatier ·
1913: Werner ·
1914: Richards ·
1915: Willstätter ·
1918: Haber ·
1920: Nernst ·
1921: Soddy ·
1922: Aston ·
1923: Pregl ·
1925: Zsigmondy ·
1926: Svedberg ·
1927: Wieland ·
1928: Windaus ·
1929: Harden, Euler-Chelpin ·
1930: H. Fischer · 
1931: Bosch, Bergius ·
1932: Langmuir ·
1934: Urey ·
1935: F. Joliot-Curie, I. Joliot-Curie ·
1936: Debye ·
1937: Haworth, Karrer ·
1938: Kuhn ·
1939: Butenandt, Ružička ·
1943: Hevesy · 
1944: Hahn ·
1945: Virtanen ·
1946: Sumner, Northrop, Stanley ·
1947: Robinson · 
1948: Tiselius · 
1949: Giauque ·
1950: Diels, Alder ·
1951: McMillan, Seaborg ·
1952: Martin, Synge ·
1953: Staudinger ·
1954: Pauling ·
1955: Vigneaud ·
1956: Hinshelwood, Semjonov ·
1957: Todd ·
1958: Sanger ·
1959: Heyrovský ·
1960: Libby ·
1961: Calvin ·
1962: Perutz, Kendrew ·
1963: Ziegler, Natta ·
1964: Hodgkin ·
1965: Woodward ·
1966: Mulliken ·
1967: Eigen, Norrish, Porter ·
1968: Onsager ·
1969: Barton, Hassel ·
1970: Leloir ·
1971: Herzberg ·
1972: Anfinsen, Moore, Stein · 
1973: E.O. Fischer, Wilkinson · 
1974: Flory ·
1975: Cornforth, Prelog ·
1976: Lipscomb ·
1977: Prigogine · 
1978: Mitchell ·
1979: Brown, Wittig ·
1980: Berg, Gilbert, Sanger ·
1981: Fukui, Hoffmann ·
1982: Klug ·
1983: Taube ·
1984: Merrifield ·
1985: Hauptman, Karle ·
1986: Herschbach, Lee, Polanyi ·
1987: Cram, Lehn, Pedersen ·
1988: Deisenhofer, Huber, Michel ·
1989: Altman, Cech ·
1990: Corey ·
1991: Ernst ·
1992: Marcus ·
1993: Mullis, Smith ·
1994: Olah ·
1995: Crutzen, Molina, Rowland ·
1996: Curl, Kroto, Smalley ·
1997: Boyer, Walker, Skou ·
1998: Kohn, Pople ·
1999: Zewail ·
2000: Heeger, MacDiarmid, Shirakawa ·
2001: Knowles, Noyori, Sharpless ·
2002: Fenn, Tanaka, Wüthrich ·
2003: Agre, MacKinnon ·
2004: Ciechanover, Hershko, Rose ·
2005: Grubbs, Schrock, Chauvin ·
2006: Kornberg ·
2007: Ertl ·
2008: Shimomura, Chalfie, Tsien ·
2009: Steitz, Yonath, Ramakrishnan ·
2010: Heck, Negishi, Suzuki ·
2011: Shechtman ·
2012: Kobilka, Lefkowitz ·
2013: Karplus, Levitt, Warshel ·
2014: Betzig, Hell, Moerner ·
2015: Lindahl, Modrich, Sancar ·
2016: Sauvage, Stoddart, Feringa ·
2017: Dubochet, Frank, Henderson · 
2018: Arnold, Winter, Smith ·   
2019: Goodenough, Whittingham, Yoshino ·
2020: Charpentier, Doudna ·
2021: List, MacMillan ·
2022: Bertozzi, Meldal, Sharpless ·
2023: Bawendi, Brus, Jekimov ·
2024: Baker, Hassabis, Jumper